# Need for Speed: Hot Pursuit 2
Need for Speed: Hot Pursuit 2 là một video game đua xe, thuộc dòng Need for Speed (NFS), do EA Games phát hành năm 2002, được phát triển bởi một số công ty trong đó có EA Black Box, nó là phiên bản Need for Speed đầu tiên của thời kỳ 2 dòng game Need for Speed. Vào 2003, trò chơi được trao giải Game đua xe Console của năm tại Interactive Achievement Award. Giống như Porsche Unleashed trước đó, Hot Pursuit 2 không được phát hành ở Nhật Bản.

## Cách chơi

Một pha truy đuổi của cảnh sát trong trò chơi.

Nó có phong cách giống với phiên bản Need for Speed III: Hot Pursuit phát hành trước đó, nhấn mạnh việc trốn cảnh sát hoặc cũng có thể vào vai xe cảnh sát để chặn các xe đua bất hợp pháp. Một điểm cải tiến so với những phiên bản trước là giờ đây cảnh sát không chỉ bắt mỗi xe đua do người chơi điều khiển mà còn bắt cả các xe đua khác.
Như với bản gốc, người chơi cũng có thể lựa chọn để chơi như một nhân viên cảnh sát cố gắng bắt giữ xe đua. Bên cảnh sát luôn có ưu thế hơn bên những chiếc xe đua, xe cảnh sát có thể có thể húc từ phía sau hoặc chặn từ phía trước để vô hiệu hóa xe đua. Người chơi phải bật đèn và còi báo động trong khi bám đuổi, và nó sẽ tự động tắt sau khi bắt giữ tội phạm. Người chơi có thể yêu cầu được trợ giúp bằng các tấm rào chắn, dải đinh hay gọi một chiếc trực thăng đuổi theo và thả bom hơi vào xe mục tiêu. Cuối cùng, người chơi sẽ được trao thưởng vì những chiếc xe vừa bắt được. Trong phiên bản PlayStation 2 chế độ này được gọi là You're the Cop trong khi ở các phiên bản dành cho máy tính, GameCube, Xbox là được gọi là chế độ Be the Cop.
Bối cảnh trong game có 4 dạng chính. Một hòn đảo nhiệt đới hư cấu, giống Hawaii, có cảnh quan đa dạng nhất, đi qua một thành phố, núi lửa, thác nước, bãi biển, rừng và hai ngôi làng. Cảnh rừng ven biển, giống như bờ biển Washington, đôi khi có thời tiết sương mù, nhưng nó không làm giảm tầm nhìn trong cuộc đua. Bờ biển Địa Trung Hải và Alpine, cảnh quan ít đa dạng hơn. Những đường mòn tắt cũng đáng chú ý, nó giúp cho những chiếc xe đua lẩn trốn cảnh sát dễ dàng hơn. Game không có những cảnh đua ban đêm như phiên bản Underground.
Hot Pursuit 2 là phiên bản đầu tiên trong series Need for Speed thiếu chế độ nhìn từ trong xe (in-car view). Chỉ có thể quan sát từ bên ngoài và không thấy được bảng điều khiển của xe. Tuy nhiên, có một cuộc đua trên phiên bản dành cho PlayStation 2 với một chiếc Ferrari, người chơi có thể điều khiển xe với góc nhìn từ phía trong.

## Phát triển
Mỗi phiên bản khác nhau của trò chơi đã được sản xuất cho mỗi nền tảng công cụ chơi game khác nhau, các phiên bản dành cho Xbox, GameCube và PC được phát triển bởi EA Seattle, một công ty con của EA Canada, trong khi phiên bản PS2 được phát triển bởi EA Black Box tại Vancouver, Canada. Ngoài ra, trò chơi không có phần Career Mode cho phép người chơi có thể cá nhân hóa chiếc xe của mình như những phiên bản sau này. Thay vào đó, người chơi mua xe mới từ điểm kiếm được qua các màn chơi. Trong phần chơi "Championship" và "Hot Pursuit", một hệ thống các màn đua sắp xếp theo dạng hình cây, nếu giành huy chương sẽ kiếm được số điểm lớn đã được quy định sẵn. Ví dụ, một cuộc đua chạy nước rút (Sprint) sẽ cung cấp 5000 điểm nếu giành được huy chương vàng, 4000 cho bạc, 2500 cho đồng,... điểm sẽ được dùng để mở khóa cảnh chơi mới, xe hơi, xe cảnh sát,... Nếu một cây được hoàn thành, những màn đua thưởng được mở khóa hết. Những cuộc đua này rất khó với đối thủ có trí thông minh nhân tạo (AI) cao và các nhiệm vụ khó khăn.

## Nhạc nền

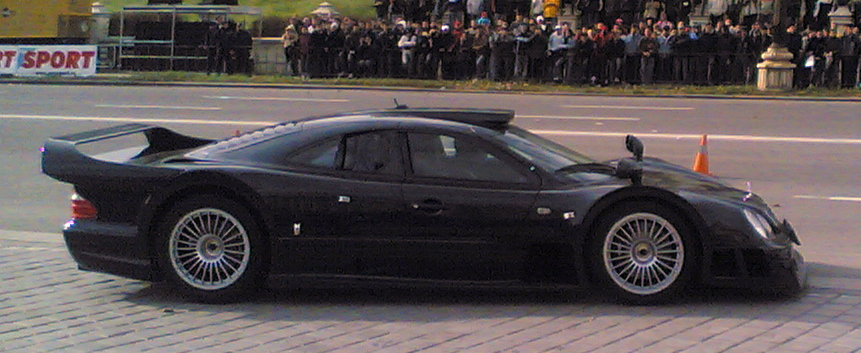
Như nhiều game khác trong series Need for Speed, những chiếc xe của Hot Pursuit 2 giống như nhiều chiếc xe trong đời thực, bao gồm cả chiếc Mercedes-Benz CLK GTR.

Hot Pursuit 2 là phiên bản Need for Speed đầu tiên có tính năng nhạc rock bản quyền dưới nhãn hiệu EA Trax ("EA GamesTM Trax" tại thời điểm khởi động trò chơi) cùng với nhạc techno sáng tác bởi các nghệ sĩ. Nhạc nền của trò chơi bao gồm 8 bài vocal rock và 7 bài instrumental rock và electronic, tất cả đều có nhịp độ nhanh với các yếu tố grunge, hip-hop and rap. Nếu chơi trong chế độ "Be the Cop" và "Hot Pursuit", nhạc vocal sẽ được thay thế bằng instrumental nhằm không làm khuất tiếng radio liên lạc giữa các cảnh sát vì lời bài hát. Trong phiên bản PS2, có tùy chọn để cho phép bật hoặc tắt bài hát được chơi trong cuộc đua bình thường, cuộc đua "Hot Pursuit", menu trò chơi, hoặc nếu không sẽ tự động chơi tất cả. Phiên bản Xbox cũng cho phép tùy chỉnh nhạc, một đặc điểm mà những phiên bản kế nhiệm Hot Pursuit 2 không có.
| Need For Speed: Hot Pursuit 2 (nhạc trong game, ngoài ra còn có 3 bài khác là Sphere, Brake stand, Black hole) | Need For Speed: Hot Pursuit 2 (nhạc trong game, ngoài ra còn có 3 bài khác là Sphere, Brake stand, Black hole) | Need For Speed: Hot Pursuit 2 (nhạc trong game, ngoài ra còn có 3 bài khác là Sphere, Brake stand, Black hole) | Need For Speed: Hot Pursuit 2 (nhạc trong game, ngoài ra còn có 3 bài khác là Sphere, Brake stand, Black hole) |
| STT | Nhan đề | Phổ nhạc | Thời lượng |
| --- | --- | --- | --- |
| 1. | "The People That We Love"                                                                                      | Bush | 3:29 |
| 2. | "Ordinary" | The Buzzhorn                                                                                                   | 3:09 |
| 3. | "Wall of Shame"                                                                                                | Course of Nature                                                                                               | 4:08 |
| 4. | "Fever for the Flava"                                                                                          | Hot Action Cop                                                                                                 | 4:05 |
| 5. | "Goin' Down on It"                                                                                             | Hot Action Cop                                                                                                 | 4:52 |
| 6. | "Build Your Cages"                                                                                             | Pulse Ultra | 3:55 |
| 7. | "One Little Victory"                                                                                           | Rush | 5:08 |
| 8. | "Keep It Comin"                                                                                                | Uncle Kracker                                                                                                  | 3:23 |
| 9. | "Bundle of Clang"                                                                                              | Matt Ragan | 3:04 |
| 10. | "Cone of Silence"                                                                                              | Matt Ragan | 3:00 |
| 11. | "Flam Dance"                                                                                                   | Matt Ragan | 3:00 |
| 12. | "Cykloid" | Rom Di Prisco                                                                                                  | 4:12 |

## Xe
Những chiếc xe xuất hiện trong Hot Pursuit 2:
- Aston Martin Vanquish
- BMW M5 (HP)
- BMW Z8 (HP)
- Chevrolet Corvette Z06
- Chevrolet Corvette SE
- Dodge Viper GTS
- Ferrari 360 Spider
- Ferrari F50
- Ford Motor Company Crown Victoria
- Ford Motor Company Falcon
- Ford Motor Company Mustang Cobra
- Ford Motor Company TS-50
- Holden HSV Coupe GTS
- Jaguar Cars XKR
- Lamborghini Diablo
- Lamborghini Diablo VT 6.0
- Lamborghini Murcielago]]
- Lotus Elise
- McLaren F1
- McLaren F1 LM
- Mercedes-Benz CL55 AMG
- Mercedes-Benz CLK GTR
- Opel Speedster
- Porsche Carrera GT
- Porsche 911 Turbo
- Vauxhall VX220

## Đánh giá
Game được đánh giá tốt. Phiên bản PS2 được GameRankings đánh giá 88%, 89/100 ở Metacritic. Phiên bản của Xbox được đánh giá thấp hơn, ở GameRankings với 81% và 75/100 ở Metacritic. Phiên bản của GameCube, phiên bản của PC lần lượt được GameRankings và Metacritic đánh giá 74% và 68/100, 73% and 73 out of 100 và 73/100.
Hot Pursuit 2 là bước tiến đáng kể của series Need for Speed, âm thanh và hình ảnh của game đã được cải thiện nhiều so với những phiên bản trước đó. IGN's David Smith ca ngợi phiên bản PS2, nói rằng "Hot Pursuit 2 đã có thứ làm nên một game đua xe arcade vui nhộn." Amer Ajami của GameSpot nói: "Need for Speed: Hot Pursuit II dễ dàng là một trong những trò chơi tốt nhất trong series ". GameSpy đánh giá cao cảm giác về tốc độ và điều khiển chặt chẽ, nhưng tiếp tục chỉ trích các mục tiêu nhiệm vụ lặp đi lặp lại.

## Phần tiếp theo
Tại Hội nghị EA tại E3 năm 2010, một phiên bản mới của Need for Speed đã được công bố, gọi là Need for Speed: Hot Pursuit. Nó được phát triển bởi Criterion Games, nhà phát triển tạo ra thương hiệu Burnout từng đoạt giải thưởng. Trò chơi được phát hành vào ngày 16 tháng 11 năm 2010 ở Bắc Mỹ, và vào ngày 19 tháng 11 năm 2010 ở châu Âu. Trò chơi này tiếp tục nhận được nhiều lời khen ngợi, và đã giành được hơn 25 giải thưởng khác nhau, từ các ấn phẩm lớn.